# Keras (Suro Makmur)
Keras is een bestuurslaag in het regentschap Aceh Singkil van de provincie Atjeh, Indonesië. Keras telt 659 inwoners (volkstelling 2010).